# Exopalpus elegans
Exopalpus elegans là một loài ruồi trong họ Tachinidae.